# Розий Регул
Розий Регул (на латински: Rosius Regulus) e политик на Римската империя през 1 век.
Той е много близък с император Вителий. На 31 октомври 69 г.е назначен от Вителий за суфектконсул на мястото на уволнения Авъл Цецина Алиен. Такъв суфектконсул само за един ден е имало вече и преди – Гай Каниний Ребил, който е назначен от Гай Юлий Цезар на 31 декември 45 пр.н.е. за последните единадесет часа на годината.